# 유진 데브스
유진 빅터 "진" 데브스(영어: Eugene Victor "Gene" Debs, 1855년 11월 5일 ~ 1926년 10월 20일)는 미국의 노동조합 운동가로, 세계산업노동자연맹의 발기인 중 한 명이었고 다섯 차례에 걸쳐 미국 사회당의 대통령 후보로 출마했다. 대통령 선거 출마 및 노동운동의 업적으로 인해 데브스는 오늘날까지도 가장 저명한 미국 사회주의자 중 하나로 꼽히고 있다.
정치경력 초기 데브스는 민주당원이었고 1884년 인디애나 주의원 민주당 후보로 출마해 당선되었다. 기관차 화부 및 기관사 형제단을 비롯한 소규모 노조와 함께 일한 뒤 데브스는 미국 최초의 산별노조 중 하나인 전미철도노조(ARU)의 설립에 큰 역할을 했다. 1894년 여름 풀먼팰리스카회사 노동자들이 임금 삭감에 반발하여 살쾡이파업을 일으키자 데브스의 ARU는 풀먼카 회사에서 만드는 철도차량을 사용하지 말라는 보이콧을 전개했다. 이것이 그 유명한 풀먼사 파업으로 27개 주의 250,000 명 이상의 노동자가 파업에 참여했다. 당시 대통령 그로버 클리블랜드는 육군을 동원해 파업을 탄압했고, ARU 총수로서 데브스는 파업에 대한 법원의 금지명령을 무시한 죄로 6개월간 징역을 살았다.
옥중에서 데브스는 다양한 사회주의 이론서를 독해하고, 출소한 뒤 국제사회주의운동의 지지자가 되었다. 데브스는 1897년 미국 사회민주주의당, 1898년 미국 사회민주당, 1901년 미국 사회당의 창당 당원이었다.
데브스는 5회에 걸쳐 사회주의 후보로서 미국 대통령 선거에 출마했고, 그 결과는 다음과 같다. 1900년 0.63%, 1904년 2.98%, 1908년 2.83%, 1912년 5.99%, 1920년 3.41%. 마지막 1920년 선거는 옥중출마였다. 또한 1916년에는 고향 인디애나주에서 국회의원 선거에도 출마했다.
데브스는 뛰어난 웅변가였으며, 1918년 제1차 세계 대전 참전을 반대하는 연설을 했다가 체포되었다. 그는 소요죄법 위반 혐의에 유죄를 선고받고 10년형을 살았다. 대통령 워렌 하딩은 1921년 12월 데브스를 감형해 주었다. 출옥한 데브스는 요양원 신세를 지게 되었고 얼마 지나지 않은 1926년 사망했다. 향년 70세.

## 어린 시절
유진 빅터 데브스는 1855년 11월 5일 인디애나주 테레호테 시에서 프랑스계 이민자인 장 다니엘 데브스와 마르그리트 마리 베아트리치 데브스 부부의 아들로 태어났다. 프랑스 데브스 가문은 방직공장과 식육시장을 소유한 유복한 집안이었다. 데브스의 이름은 프랑스 작가 외젠 쉬와 빅토르 위고에게서 따온 것이다.
데브스는 공립학교를 다니다가 14세 때 고등학교를 중퇴했다. 학교를 그만둔 뒤 반달리아 철도회사에서 화물차 엔진 기름때를 닦는 일자리를 구해 일당 50센트를 받으며 일했다. 그 뒤에는 철도 점포의 화가 및 자동차 청소부가 되었다. 1871년 12월, 한 화부가 술을 먹고 일 시간에 맞춰 나오지 못하자 그날 밤 데브스가 그 대신 투입되었고, 그 뒤 3년 반 동안 테레호테-인디애나폴리스 사이 기차의 화부로 일했다. 일당은 1달러를 조금 넘었다.
1875년 7월 철도회사를 그만두고 식료품 도매점에 취직해 4년간 일하면서 지역의 경영대학원에서 야학했다.
데브스는 1875년 2월 철도노동자들의 공제이익단체 화부형제단(BLF)에 가입하여 열성단원이 되었다. 1877년에는 형제단의 전국대회에서 테레호테 지부 대표자로 선임되었다. 또한 그 이듬해 BLF의 월간 간행물 《화부잡지》(Firemen's Magazine)의 부주필로 뽑혀 일했다. 2년 뒤 BLF 총무 및 회계로 임명되었고 1880년 7월에는 잡지 주필이 되었다. 그는 BLF 간부직은 1893년 1월까지, 잡지 주필직은 1894년 9월까지 유지했다.
그동안 데브스는 지역사회에서 명망도 꽤 쌓았다. 1879년 9월에서 1883년 9월까지 테레호테 시청 직원으로 2기에 걸쳐 일했고, 1894년 가을에는 인디애나 주의회에 민주당 후보로 출마, 당선되어 1기동안 일했다.
1885년 6월 9일 케이츠 메첼과 결혼했다. 그들의 집은 오늘날에도 테레호테 시에 보존되어 있는데, 인디애나 주립 대학교 교정 한복판에 위치해 있다.

## 노동운동에 투신
형제단은 비교적 보수적인 조직이었고, 단체교섭보다는 단원의 친교 및 편익에 더 힘을 쏟았다. 데부스는 사측과 대립각을 세울 수 있는 보다 통일된 조직의 필요성을 느끼게 되었다. 1888년 벌링턴 철도파업이 노측의 패배로 끝나자 데브스는 생산라인 노동자의 조직화가 필요하다는 생각을 확실히 굳히게 되었다.
1893년 형제단 총무직을 던지고 나온 데브스는 미국 최초의 비숙련노동자 산별노조인 전미철도노조(ARU)를 설립했다. ARU는 1894년 4월 그레이트 노던 철도 파업을 일으켜 요구사항 대부분을 관철시키는 데 성공했다.

### 풀먼사 파업

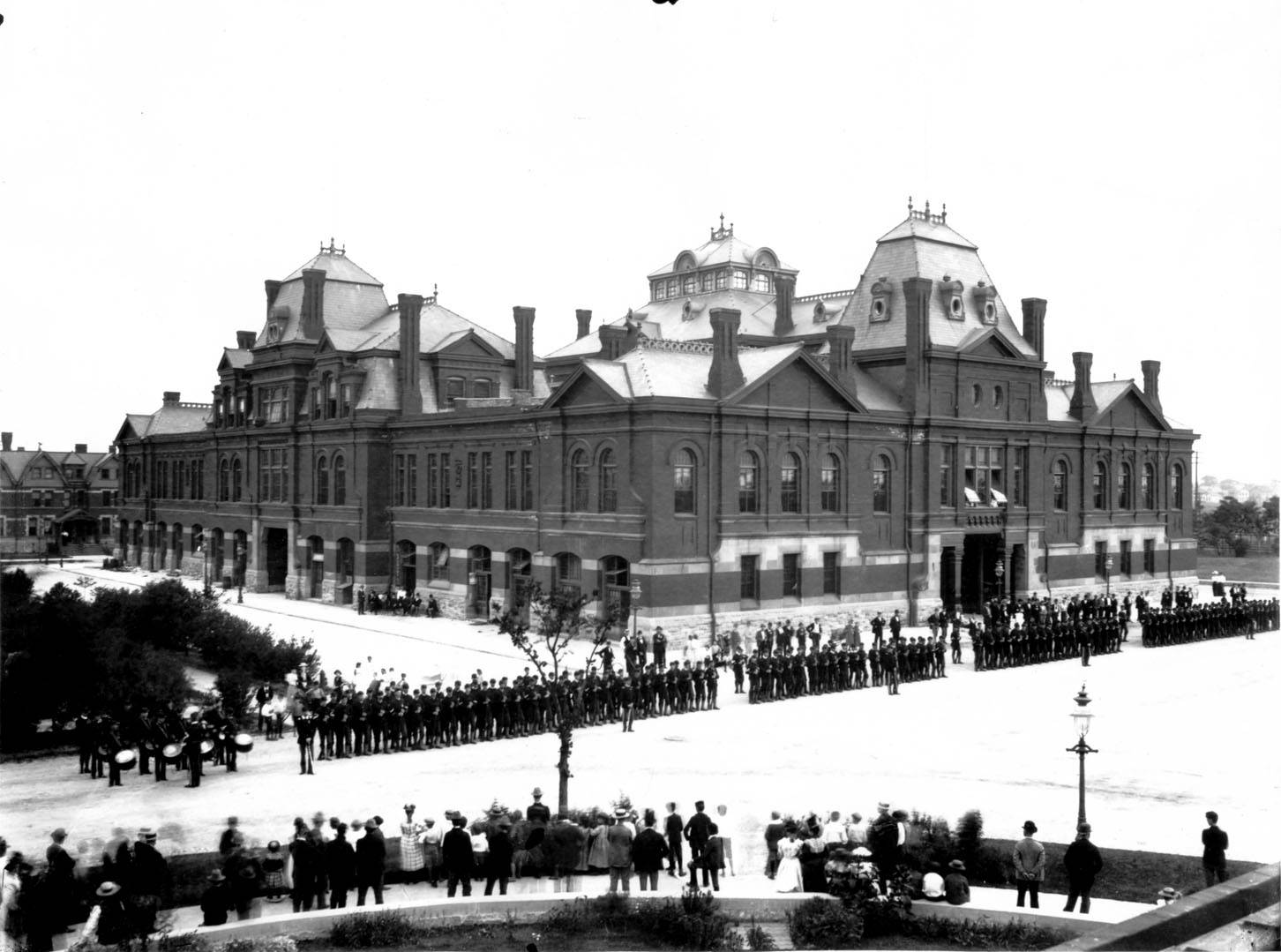
1894년 파업에 참여한 전미철도노조 조합원들이 시카고에서 일리노이 육군주병들과 대치하고 있다.

1894년 데브스는 풀먼팰리스카회사의 열차 차량을 만드는 노동자들이 시작한 풀먼사 파업에 참여한다. 풀먼사는 1893년 공황으로 인한 수익 하락을 운운하면서 직원들의 임금을 28% 삭감했다. 풀먼사 노동자들은 대부분 전미철도노조 조합원들이었고, 일리노이주 시카고에서 열린 조합 대회에서 연대를 호소했다. 데브스는 조합원들에게 보이콧은 철도회사 뿐 아니라 연방정부를 적으로 돌릴 수 있으며, 조직을 약화시키고 다른 노조들이 이탈할 수 있다는 점을 들어 그 위험성을 경고하며 말렸다. 그러나 조합원들은 데브스의 경고를 무시하고 풀먼사에서 만든 차 및 풀먼사에서 만든 차가 견인하는 차를 몰지 않는 행동에 들어갔다. 이 과정에서 미국 우정국도 보이콧되었다. ARU 이사 마르틴 J. 엘리엇(Martin J. Elliott)이 파업을 세인트루이스로 번지게 해서 파업 참여 노동자는 80,000여 명으로 불어나 그 이전의 갑절이 되었다. 이 시점에서 데브스는 행동에 동의하고 자신도 파업에 참여하기로 했다. 이제 시카고에 소재한 ARU 조합원들은 거의 모두 파업을 지지하고 있었다. 1894년 7월 9일자 《뉴욕 타임즈》 사설은 데브스를 “전체적 범법자, 인류의 적”이라고 일컬었다. 파업 노동자들은 풀먼사의 차량을 보이콧하면서 투쟁했고, 최종적으로 데브스가 지도부를 맡게 되었기에 파업사태는 “데브스의 난(Debs' Rebellion)”이라고 불리게 되었다.
미국 연방정부는 파업으로 인해 풀먼사 차량을 사용하던 미국 우편통신이 마비된 것을 구실로 삼아 파업 중단을 명령하며 개입했다. 대통령 그로버 클리블랜드는 육군을 보내 이 명령을 강제했다. 군대의 투입은 파업을 손쉽게 분쇄하였다. 파업 참여자 13명이 죽고 수천 명이 블랙리스트에 올라갔다. 파업 기간 동안 약 8천만 달러의 재산 피해가 발생했고, 데브스는 정부 명령을 위반한 혐의로 재판을 받고 연방교도소에 끌려갔다.

## 사회주의 지도자로
우편통신을 마비시킨 죄로 수감되기 전까지만 해도 데브스는 사회주의자는 아니었다. 그러나 일리노이주 우드스톡 시의 감옥에서 6개월을 지내는 동안 데브스와 ARU 동지들은 전국의 사회주의자들로이 보내온 서신, 서적, 책자 등을 받아보게 되었다.
몇 년 뒤 데브스는 이 때를 다음과 같이 회상했다.

| “ | …나는 읽고 생각하며 체제를 해부 절개하기 시작했다. 이 체제에서는 노동자들이 아무리 조직되어도 한 방이면 분쇄되고 박살나고 파편화된다. 벨라미와 블랫치퍼드의 글이 내게 처음 감명을 주었다. 그론룬드의 《협동공동체》(The Cooperative Commonwealth) 역시 인상적이었다. 그러나 카우츠키의 저술이야말로 가장 명확하고 결정적이어서 내가 즉시 이해할 수 있었다. 그의 주장 뿐 아니라 그의 사회주의적 최후가 나를 사로잡았다. 그리고 나는 그를 비롯해 나를 어둠 속에서 빛으로 이끌어 준 모든 이들에게 감사한다. | ” |
|   | — |   |
또한 밀워키의 사회주의 신문 주필 빅터 L. 버거가 옥중의 데브스를 방문했다. 데브스의 표현에 따르면 버거의 방문은 “천우신조”와 같았으며, 자신이 최초로 사회주의의 열정적인 메시지를 전해듣게 된 계기가 되었다. 1926년 《타임》 지에 실린 데브스의 부고 기사에 따르면 버거가 데브스에게 《자본론》 한 부를 주었으며, 죄수 신분이었던 데브스는 그 책을 “천천히, 하지만 열정적으로, 걸신 들린 듯” 읽어내려갔다. 데브스는 감옥을 만기출소했고, 그 전과는 완전히 다른 사람이 되었다. 이후 그는 30년 여생을 사회주의적 이상 전도에 헌신하게 된다.
데브스와 마르틴 엘리엇은 1895년 석방되었고, 데브스는 사회주의자 정치인으로서의 경력을 시작했다. 데브스는 전미철도노조 조합원들을 설득하여 협동공동체 형제단에 가입시켰고, 이를 기반으로 미국 사회민주주의당을 창당했다. 데브스와 엘리엇은 신생 사회주의 정당의 후보자로서 첫 공직 선거에 나섰고, 1900년 미국 대선 및 총선에 참여했으나 결과는 시원찮았다. 데브스는 좁 해리먼을 러닝메이트로 삼아 87,945표를 득표했다. 총 유권자의 0.6%였으며, 선거인단은 하나도 데브스를 뽑지 않았다.
데브스의 아내 케이트는 데브스의 사회주의에 반대했다. 케이트 데브스는 남편의 사회주의 활동이 자신의 중산층적 체면과 의식을 위협한다고 생각하고 그 활동에 적대적이었던 것으로 보인다. “그가 가장 소중하게 여긴 가치를 거부하는 아내와의 격정적 관계”는 어빙 스톤의 전기적 소설 《집 안의 적대자》(Adversary in the House)의 내용 기초를 이루었다.

### 분당과 재창당, 대선 도전

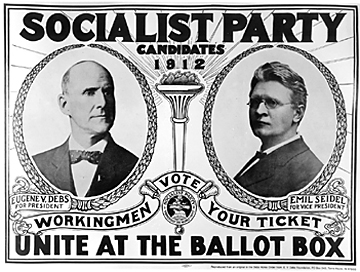
1912년 미국 대통령 선거 당시 데브스와 그 러닝메이트 에밀 자이델이 나온 선거운동 포스터.

1년 뒤 사회민주주의당은 분열했고, 데브스를 비롯한 다수파는 미국 사회민주당을 창당했다. 데브스는 당의 행정을 총괄하는 전국평의회 중역회의 의장으로 선출되었다. 당시 사회민주당은 당의 행동을 움직일 만한 두드러진 인사가 없었고, 의장 위치를 점하고 있던 데브스가 노동운동으로 쌓은 악명 덕분에 명목상의 최고위자가 되었다. 데브스는 이후 1904년 대선, 1908년 대선, 1912년 대선, 1920년 대선에 미국 사회당 후보로 출마(마지막 선거는 옥중출마)했다.
1904년 대선에서 데브스는 402,810 표를 득표하여 총 유권자의 2.98%의 지지를 받았다. 그러나 선거인단의 표는 하나도 받지 못했으며, 부통령 후보 벤저민 핸퍼드의 건강에 문제가 생겨 제대로 후보직을 수행치 못했다. 1908년 대선에서 데브스는 다시 핸퍼드와 러닝메이트가 되어 선거에 출마했다. 1904년보다 매우 근소하게 늘어난 420,852 표를 득표했으나 득표율은 2.83%로 오히려 떨어졌다. 이번에도 선거인단 표는 없었다. 1912년 대선에서는 901,551 표를 득표하여 득표율이 5.99%였으며, 1920년 대선에서는 913,693 표를 득표했다. 이후 미국 사회당은 1920년 대선 때의 득표율을 능가하는 성과를 다시 거둔 적이 없다. 후반 두 차례 대선 출마의 러닝메이트는 에밀 자이델이었고, 이때 역시 선거인단 득표는 없었다.

### 세계산업노동자연맹 설립
기관차 화부 형제단 및 전미철도노조에서 일한 뒤 데브스는 재차 노동조합 조직화에 나서 세계산업노동자연맹(IWW)을 설립했다. 1905년 6월 27일 일리노이주 시카고에서 데브스는 서부광부연맹 총재 빅 빌리 헤이우드, 미국 사회노동당 당수 대니얼 드 레온 등 영향력 있는 노동운동 지도자들과 회동했다. 헤이우드는 이 모임을 “노동계급의 대륙회의”라고 불렀다. 이 자리에서 헤이우드는 이렇게 말했다. “우리는 이 나라의 노동자들을 노동계급 운동으로 연합시키기 위해 여기 모였으며, 그 운동의 목적은 노동계급의 해방에 두어야 할 것이다…….” 그리고 데브스는 이렇게 말했다. “우리는 위대한 임무를 수행하기 위해 여기 모였다. 이 임무는 너무 위대하여 우리의 최선의 사고와 단결된 활력에 호소하며, 우리의 가장 충성스러운 지지를 요하게 될 것이다. 임무는 불안하고 절명하는 약자자 있는 곳에 임할 것이며, 노동계급을 배반하지 않은 한 우리가 움츠러드는 것은 불가능할 것이다.”

### IWW와 사회당의 분열
IWW가 산업노동자들을 단결시키겠다는 기조 위에 세워지기는 했으나, 머지않아 노조와 사회당 사이에 균열이 발생하기 시작했다. 빅터 버거와 모리스 힐퀴트가 이끄는 사회당 선거계파가 헤이우드의 연설에 짜증을 내면서 균열의 가시화는 시작되었다. 1911년 12월, 헤이우드는 뉴욕 로어이스트사이드의 구리노조 앞에서 의회주의 사회주의자들을 “한 번에 한 걸음씩 가자면서 매번 다음 걸음이 그 전 걸음보다 보폭이 조금씩 짧아지는 사람들”이라고 부르는 내용의 연설을 했다. 헤이우드는 “미합중국 의회에 의원 몇 명 보내는 것보다 일부 산업분야들의 관리감독자를 뽑게 되는 것”이 더 낫다고 주장했다. 힐퀴트는 IWW가 순 무정부주의자들의 소굴이라고 맞받아 공격했다.
구리노조 연설은 빌 헤이우드와 사회당 사이의 분열의 시작에 지나지 않았다. 사태가 진행되면서 IWW는 사회당을 지지하는 파벌과 헤이우드를 지지하는 파벌로 두쪽이 났다. 이 균열은 IWW와 사회당 양측에 영향력을 행사하고 있던 데브스에게도 문제가 되었다. 1912년의 로렌스 섬유 파업은 헤이우드와 사회당 사이의 갈등을 폭발시키는 뇌관이 되었다. 매사추세츠주 로렌스 시의 민선관료들이 파업현장에 경찰을 투입, 파업 노동자들의 아이들까지 몽둥이 찜질로 진압하자 헤이우드는 세상이 변하기 전까지는 다시는 투표를 하지 않겠노라고 공개적으로 선언했다. 헤이우드는 IWW의 지지를 받던 직접행동 및 태업 전술에 집중한 개정안을 처리시켰다가 전국집행위원회에서 제명되었다.
아마 이 때 헤이우드의 자리를 보전해줄 수 있는 사람은 데브스 뿐이었을 것이다. 1906년에 헤이우드가 살인 누명을 쓰고 재판을 받자 데브스는 헤이우드를 “노동계의 링컨”이라 불렀으며, 대통령직을 두고 시어도어 루스벨트에게 도전했을 때 헤이우드의 도움을 받기도 했었다. 그러나 그동안 시대는 바뀌었고, 당의 분열을 눈앞에 둔 데브스는 힐퀴트의 역성을 들어 IWW가 지나친 급진성으로 무정부적 행동을 한다고 비난했다. 그리고 데브스는 헤이우드의 개정안에 반대한다고 입장을 밝혔으나, 일단 해당 안이 채택되었다면 따라야 한다고 결론내렸다. 헤이우드의 제명 이후에도 데브스는 헤이우드 및 IWW와 투쟁 전술에 대한 의견차이에도 불구, 우호적 관계를 유지했다.

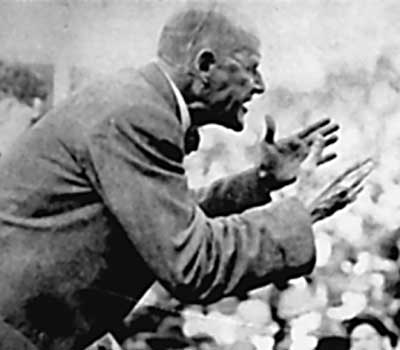
1912년 시카고에서 연설하는 데브스.

헤이우드가 제명되기 전 사회당 당원 수는 사상 최고치인 135,000여 명을 기록했다. 그러나 1년 4개월 뒤 헤이우드가 소환당할 때 쯤에는 80,000명으로 줄어들었다. 사회당 내 개량주의자들은 이러한 쇠퇴가 “헤이우드 분자”들이 떠났기 때문이며 당은 세력을 회복할 것이라고 예측했다. 그러나 그 예측은 틀렸고, 공직을 가지고 있던 사회당 후보들은 1912년 총선에서 거의 모두 낙선하여 공직을 상실했다.

### 지도자 유형
데브스는 카리스마있는 연설자로 유명했다. 혹자는 그가 사용하는 어휘가 기독교의 그것과 같으며 연설조는 복음주의와 닮았다고도 한다. 물론 데브스 본인은 종교를 매우 업신여기는 편이었다. 데브스는 자신의 신념에 대해서는 격렬하지만, 인간적 관계에서는 공손하고 동정적인 사람으로서 그를 일컬어 모든 사회주의자 및 극좌파가 본받아야 할 귀감이라고 하기도 한다. 헤이우드 브룬은 데브스를 다음과 같이 찬양했다. “불타는 눈을 가진 저 노인은 인간의 형제애 같은 것이 정말로 가능할 것이라고 믿습니다. 그리고 그건 가장 웃긴 일도 아닙니다. 그의 주위에 있으면서 나 역시 그렇게 믿게 되었습니다.”
때때로 “킹 데브스(King Debs)”라는 별명으로 불리기도 했으나, 데브스 본인은 지도자로서의 위치가 내심 편하지만은 않았던 것 같다. 그는 1906년 디트로이트에서 다음과 같이 연설한 바 있다.

| “ | 본인은 노동 지도자가 아닙니다. 나는 여러분이 나나 다른 누군가를 따르기를 원하지 않습니다. 만일 이 자본의 황야를 벗어날 길을 이끌어 줄 모세를 찾으신다면, 지금 있는 그 자리에 그대로 남게 될 것입니다. 만일 여러분을 약속된 땅으로 끌고가는 일이 설사 가능하다 할지라도 나는 하지 않을 것입니다. 만일 내가 여러분을 이끌고 간다면, 누군가 다른 이가 여러분을 도로 이끌고 나올 수도 있습니다. 여러분은 여러분의 머리와 여러분의 손으로 여러분의 현재에게서 여러분 스스로를 구하십시오. | ” |
|   | — |   |

### 정치범이 되다

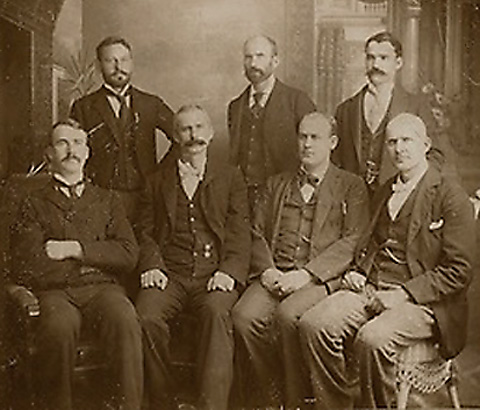
데브스와 맥스 이스트먼, 로즈 파스토어 스토크스. 1918년.

데브스의 윌슨 행정부 비판과 전쟁 반대 연설은 대통령 우드로 윌슨의 심기를 거슬렀다. 윌슨은 후에 데브스를 일컬어 자기 조국을 배신한 역적이라고도 했다. 1918년 6월 16일, 데브스는 오하이오주 캔턴 시에서 제1차 세계 대전으로 인한 징병에 저항할 것을 선동하는 연설을 했다. 그는 6월 30일 체포되었고 10건의 소요죄 혐의로 기소되었다.
재판에서 피고측 증인은 한 명도 없었고, 데브스에게 자기변호 발언을 할 수 있게 해달라는 요청이 들어갔다. 이 특이한 요청은 허가되었고, 데브스는 두 시간에 걸쳐 발언했다. 9월 12일, 데브스는 유죄로 판결되었다. 9월 14일 판결문을 듣고 데브스가 한 발언은 불멸의 명연설이 되었다. 진보 성향 기자인 헤이우드 브로운은 데브스 추종자는 아니었지만 데브스의 연설을 “영어로 만들어진 가장 아름답고 감동적인 문장 중 하나”이며, “누가 내게 그가 말할 때 그 어깨 위에 불의 혓바닥이 넘실거렸다고 누가 말한다 해도 나는 그 말을 믿었을 것”이라고 했다.
데브스의 연설 내용 일부는 다음과 같다.

| “ | 존경하는 재판장님, 본인은 본 법정에서 우리의 현 정부 형태에 반대하며, 우리가 살아가고 있는 사회 체제에 반대하며, 완전히 평화적이고 질서정연한 수단을 통해 그 둘을 변화시킬 수 있다고 믿는다는 점을 밝힌 바 있습니다…… 본인은 오늘 아침 제조소들과 공장들에서 일하고 있을 사내들을 떠올립니다. 쥐꼬리만한 임금을 받으며 생활을 유지하기 위한 노동을 강제받는 여인들을 떠올립니다. 그리고 어린 아이들은, 이 체제 안에서, 그들의 유년기를 강도당하고, 애정어린 보살핌을 받아야 할 어린 시절을 맘몬의 무자비한 손아귀에 붙잡혀 산업현장이라는 던전으로 내몰려, 기계들에게 먹이를 주면서 자신들의 심신은 굶주리고 있습니다…… 존경하는 재판장님, 본인은 자비를 구걸하지 않습니다. 면책을 애원하지도 않습니다. 본인은 언젠가는 올바륾이 승리할 것임을 자각합니다. 본인은 탐욕스러운 권력자들과 궐기하는 자유의 주인들 사이에 벌어지는 투쟁을 지금에야 가장 완전하게 이해하고 있습니다. 본인은 인류의 더 좋은 시대의 여명이 밝아옴을 볼 수 있습니다. 시간이 마침내 그들의 편에 설 때, 민중은 깨어날 것입니다. 열대의 바다로 나간 뱃사람은 지루한 파수를 하던 도중 잠깐 쉬기 위해 두 눈을 폭풍우 몰아치는 대양의 위로 번쩍번쩍 빛나는 남십자성으로 올립니다. 한밤중이 다가오면 남십자성은 방향을 틀기 시작하고, 빙글빙글 도는 세상들의 자리가 바뀌니, 전능자가 별들로 만들어진 손가락으로 우주의 다이얼을 가리켜 시간의 경과를 나타낸 것입니다. 이 소식을 알리는 종소리 하나 없지만, 파수꾼은 한밤중이 지나가고 있음을–안심과 휴식의 시간이 다가오고 있음을 압니다. 남십자성이 방향을 틀었음에, 한밤중이 지나가고 있음에, 아침과 함께 기쁨이 찾아오고 있음에, 모든 곳의 민중이 용기와 희망을 얻기를 바랍니다. | ” |

1918년 11월 18일, 데브스에게 징역 10년형이 선고되었다. 또한 선거권을 종신 박탈당했다. 데브스는 판결문을 듣고 그의 어록 중 가장 유명한 말을 남겼다.

| “ | 존경하는 재판장님, 몇 년 전 본인은 모든 살아있는 존재가 나의 친족임을 깨달았고, 제가 지구상에서 가장 대단치 않은 자들보다 나은 것이 털 끝만치도 없다고 마음을 먹었습니다. 본인은 그때 이리 말했고, 또 지금 이렇게 말합니다. 하층계급이 존재한다면 내가 바로 그 계급에 포함될 것이요, 범죄분자가 존재한다면 내가 바로 그 분자일 것이요, 감옥 안에 단 하나의 영혼이라도 갇혀 있다면 나는 자유롭지 않다고 말입니다. | ” |

데브스는 대법원에 상고했다. 데브스 대 미국 판례를 판결하면서 재판부는 데브스가 제1차 세계 대전과 사회주의에 관해서 한 여러 발언들을 검토했다. 데브스는 간첩법에 저촉되지 않기 위해 연설시 사용할 말들을 신중하게 골랐지만, 재판부는 그가 징병과 신병모집을 방해하는 효과를 의도했다고 판단했다. 여러 발언들 중에서 특히 재판부가 문제삼은 것은 징병을 거부하여 수감된 사람들을 칭찬한 것이었다. 판사 올리버 웬델 홀름스 주니어는 데브스 사건은 유사한 선고가 내려졌던 솅크 대 미국 사건과 본질적으로 동일하기에 별다른 관심이 필요하지도 않다고 말했다.

데브스의 1920년 대선 옥중출마를 그린 클리퍼드 베리먼(Clifford Berryman)의 만평

1919년 4월 13일, 데브스는 감옥으로 갔다. 찰스 루텐버그의 주도로 1919년 5월 1일(메이데이) 오하이오주 클리블랜드 시에서 노조조합원, 사회주의자, 무정부주의자, 공산주의자들이 데브스의 투옥에 항의하는 가두행진을 벌였다. 시위는 곧바로 폭력사태로 비화했다(1919년 노동절 폭동).
조지아주 애틀랜타 시에 소재한 애틀랜타 연방감화원에 수감되어 있던 데브스는 1920년 대선 때 옥중출마했다. 데브스는 919,799 표를 득표하여 전체 유권자의 3.4%의 지지를 받았다. 이는 6%를 득표했던 1912년 대선의 성과에 약간 못 미치는 결과였다. 1912년 대선은 현재까지 미국 대선에서 사회주의 정당이 얻은 최다 득표를 얻은 선거로 기록되고 있다. 감옥에서 데브스는 감옥 시스템을 심오하게 비판하는 일련의 칼럼을 썼다. 칼럼은 벨 신디케이트에 다소 수정되어 게재되었고, 나중에 출판된 데브스의 유일한 단행본 저서 《장벽과 빗장들》에도 수록되었다. 《장벽과 빗장들》은 데브스 사후 출판된다.
1919년 3월, 대통령 윌슨은 법무장관 알렉산더 미첼 팔머에게 사면령에 대해 “그러한 행동을 해서 발생할 지적 사회적 효과가 의심스럽다”는 자기 의견을 밝히면서 장관의 의견을 물었다. 팔머는 전시보안법 상황에서 유죄를 선고받은 사람들을 석방하자는 의견이었지만, 데브스를 소추한 검찰들과 이를 상의하자 그들은 데브스가 유죄임은 정확하며 그에게 내려진 선고는 적절하다고 확신했다. 이들 검찰 중에는 역사에 자유민권의 수호자로 기록된 이들도 있었으나 그들의 의견도 같았다. 대통령과 법무장관 모두 사면 및 데브스의 석방에 대한 대중의 의견이 부정적이며, 데브스가 풀려나면 베르사유 조약 비준을 둘러싸고 벌어진 논쟁에서 윌슨의 반대파가 우세해질 것이라고 판단했다. 팔머는 1920년 8월과 10월 사면을 제안했으나 기각되었다.
이때 윌슨은 다음과 같이 썼다.

| “ | 꽃 같은 미국의 젊은이들이 문명의 당위를 위하여 피를 흘렸을 때, 이 데브스라는 자는 줄 뒤에 서서 그들을 저격하고, 공격하고, 비난했다 …… 이 자는 자기 조국을 배신한 역적이며 내 임기 중에는 절대 사면되지 않을 것이다. | ” |
|   | — |   |

1921년 1월, 팔머는 데브스의 건강 악화를 거론하며 링컨 탄생일인 2월 12일 대통령 특사로 데브스를 사면하자고 윌슨에게 제안했다. 윌슨은 제안서에 “거부(Denied)”라고 써서 팔머에게 돌려보냈다.

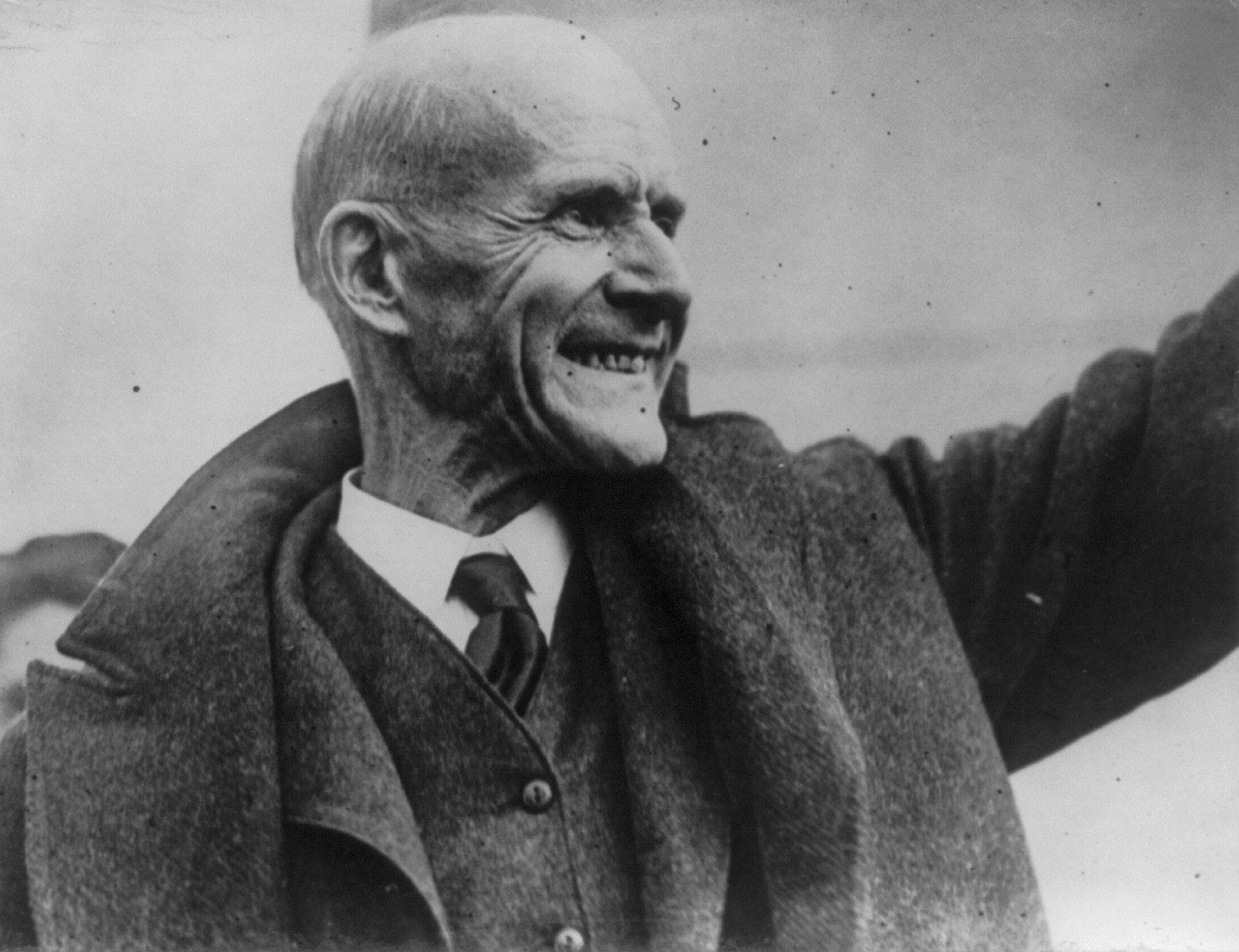
감형되어 1921년 성탄절 애틀랜타 감화원을 출옥하는 데브스.

1921년 12월 23일, 새 대통령 워렌 하딩은 데브스의 형량을 감형하여 이틀 뒤인 성탄절 날 석방되도록 했다. 그러나 사면은 하지 않았다. 데브스 건에 대한 백악관의 입장은 다음과 같이 요약되었다.

| “ | 그가 유죄임은 의문의 여지가 없다 …… 그는 다른 많은 이들이 그런 것처럼 광적이고 거침없는 언사를 펼치지는 않았으며, 그의 명성과 그의 발언의 영향력이 아니었더라면 그 정도 형량을 받지 않았을 개연성이 높다. 그는 늙었으며, 신체적으로 건강하지 못하다. 그는 개인적으로는 매력적이고 훌륭한 인격의 소유자이며, 그러한 자질이 있기에 그는 그를 우매한 자들을 호도하고 예비 범죄자들에게 핑계거리를 제공할 수 있는 위험인물이다. | ” |
|   | — |   |

## 말년

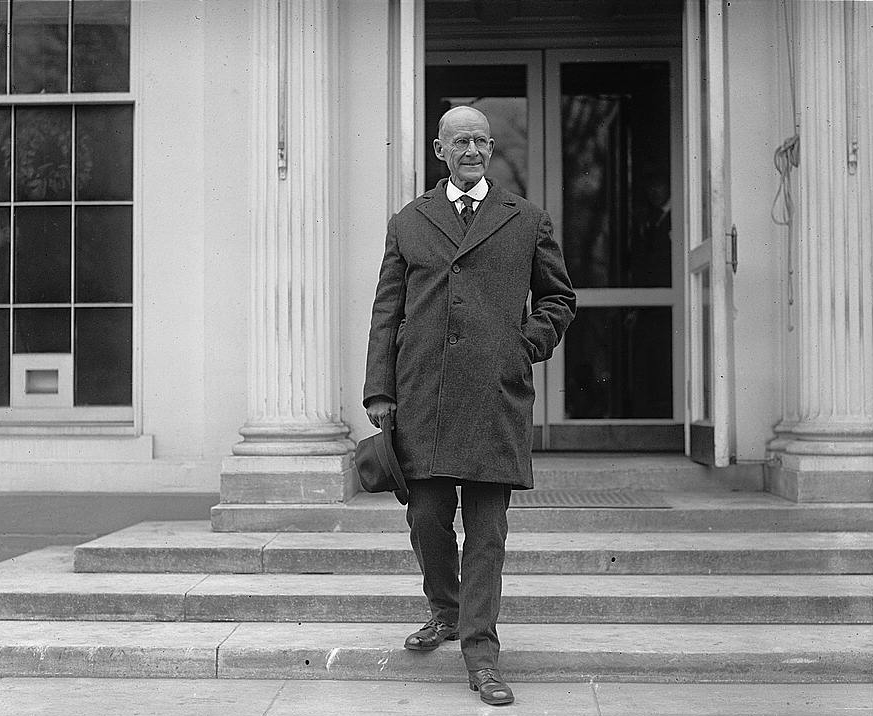
1921년 감옥에서 석방된 다음날 백악관을 방문하고 떠나는 데브스.

데브스가 애틀랜타 감화원에서 출옥하던 날 다른 수감자들이 우레와 같은 함성으로 그를 송별했고, 테레호테로 돌아가는 길에 50,000명의 군중이 그를 맞으면서 악단의 연주까지 따라다녔다. 집으로 돌아오던 와중에 데브스는 백악관을 방문했고 대통령 워렌 하딩에게 환대를 받았다. 하딩은 “데브스씨, 참 빌어먹도록(so damned) 당신에 대해서 많이 들어왔는데 이제 이렇게 직접 만나게 되니 기쁩니다”라고 인사했다.
1924년, 핀란드의 사회주의자 카를 하랄드 비크가 데브스를 노벨 평화상 후보로 추천했다. 추천 근거는 “데브스는 제1차 세계 대전 당시 이 전쟁이 자본주의의 이해관계를 위한 것이라고 판단하고 평화를 위해 활발히 활동했”기 때문이었다.
이후 데브스는 여생을 감옥살이 때문에 심하게 악화된 건강을 회복하는 데 보냈다. 1926년 말, 데브스는 일리노이주 엘름허스트 시의 린들라르 요양원에 들어갔고, 그해 10월 20일 거기서 심부전으로 죽었다. 향년 70세. 유해는 화장되어 인디애나주 테레호테 시의 하일랜드 잔디묘지에 묻혔다.

## 유산
유진 데브스는 미국의 좌파가 기업과 제1차 세계 대전의 정치적 반대파가 되도록 하는 동기를 부여했다. 미국의 사회주의자, 공산주의자, 무정부주의자들은 그의 노동운동에의 헌신과 거대한 국가적 간섭 없이 노동하는 보통 사람들의 사회주의 건설이라는 대의를 공경한다.
1962년 5월 22일, 유진 V. 데브스 재단은 데브스 생가를 9,500 달러에 구입하고 보존함으로써 데브스 기념사업을 시작했다. 1965년 생가는 인디애나주 사적지로 지정되었고 1966년에는 미국 국립역사기념물로 지정되었다. 국립공원국에서 박물관의 보존 관리를 감독하고 있다. 1990년, 미국 노동성은 데브스를 노동 명예의 전당에 데브스의 이름을 올렸다.

데브스는 대학 도서관에 비치될 수 있는 논문집을 남기지는 않았지만, 그와 그 형제들이 만든 소책자들은 테레호테의 인디애나 주립 대학교에서 소장 중이다. 1978년 데브스 평전을 쓴 학자 버나드 브롬멜(Bernard Brommel)은 자신의 데브스 연구 자료를 시카고의 뉴버리 도서관에 기증했고, 도서관은 자료를 연구자들에게 공개했다. 데브스의 책 《장벽과 빗장들》의 육필(아마 데브스의 필적으로 추정) 수정이 가해진 원고는 시카고 대학교 도서관 특수소장품 부서의 토머스 J. 모건 서류집에 수록되어 있다. 

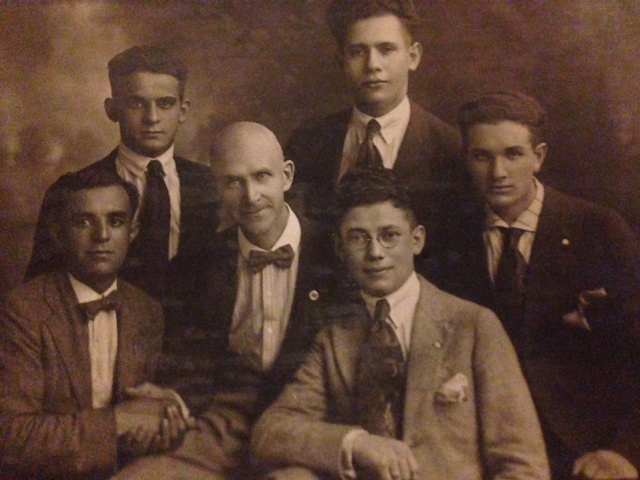
5인의 젊은 시카고 사회주의자들과 함께 앉은 데브스. 오른쪽 끝 사람이 스탠퍼드 대학교 교수 엘리엇 아이스너의 아버지 루이스 아이스너이다.

그 외에 데브스를 기려 그의 이름을 붙인 것들로는 다음과 같은 것들이 있다.
- 미네소타주 데브스 읍[58]
- 뉴욕 주의 라디오 방송국 WEVD(현 ESPN)의 호출부호는 유진 빅터 데브스의 머리글자이다.[59]
- 뉴욕 시 브롱크스 구 코옵시티의 주거지구 "데브스 플레이스"[60]
- 미시간주 앤아버 시 미시간 대학교 유진 데브스 상호협동회관[61]
- 맥주. "데브스 레드에일(Debs' Red Ale)"[62] 및 "유진(Eugene)".[63]

소설가 존 도스 파소스는 대표작 《U.S.A. 삼부작》에 유진 데브스를 등장시켰다. 삼부작 중 첫 작품인 《위도 42도선》(42nd Parallel, 1930년)에 등장한 데브스는 IWW와 협력함으로써 가공의 인물들이 행동하는 것을 돕는다. 《눈앞의 50년》(Fifty Years Before Your Eyes, 1950년)이라는 다큐멘터리 작품에 데브스를 비롯한 여러 사람들의 생전 촬영된 영상자료가 수록되어 있다. 감독은 로버트 영슨(Robert Youngson)이다.

## 저서
- 《화부잡지》(Locomotive Firemen's Magazine) (주필; 1880년-1894년) :통권 제4호 (1880년) | 통권 제5호 (1881년) | 통권 제6호 (1882년) | 통권 제7호 (1883년) | 통권 제8호 (1884년) | 통권 제9호 (1885년) | 통권 제10호 (1886년) | 통권 제11호 (1887년) | 통권 제12호 (1888년) | 통권 제13호 (1889년) | 통권 제14호 (1890년) | 통권 제15호 (1891년) | 통권 제16호 (1892년) | 통권 제17호 (1893년) | 통권 제18호 (1894년)
- 《데브스: 그의 삶, 저술, 연설》(Debs: His Life, Writings, and Speeches: With a Department of Appreciations). Girard, KS: Appeal to Reason, 1908.
- 《노동과 자유》(Labor and Freedom). St. Louis: Phil Wagner, 1916. Audio version.
- 《장벽과 빗장들: “자유의 땅”의 감옥들과 감옥생활》(Walls and Bars: Prisons and Prison Life In The "Land Of The Free.") Chicago: Socialist Party, 1927.

## 역대 선거 결과
| 선거명      | 직책명                        | 대수 | 정당            | 득표율 | 득표수 (선거인단) | 결과 | 당락 |
| ----------- | ----------------------------- | ---- | --------------- | ------ | ----------------- | ---- | ---- |
| 1900년 선거 | 미국의 대통령                 | 25대 | 미국 사회민주당 | 0.62%  | 86,935표 (0명)    | 4위  | 낙선 |
| 1904년 선거 | 미국의 대통령                 | 26대 | 사회당          | 2.98%  | 402,489표 (0명)   | 3위  | 낙선 |
| 1908년 선거 | 미국의 대통령                 | 27대 | 사회당          | 2.83%  | 420,380표 (0명)   | 3위  | 낙선 |
| 1912년 선거 | 미국의 대통령                 | 28대 | 사회당          | 5.99%  | 900,369표 (0명)   | 4위  | 낙선 |
| 1916년 선거 | 하원의원 (인디애나 제5선거구) | 65대 | 사회당          | 17.17% | 8,866표           | 3위  | 낙선 |
| 1920년 선거 | 미국의 대통령                 | 29대 | 사회당          | 3.43%  | 919,490표 (0명)   | 3위  | 낙선 |